# ロバート・スキデルスキー

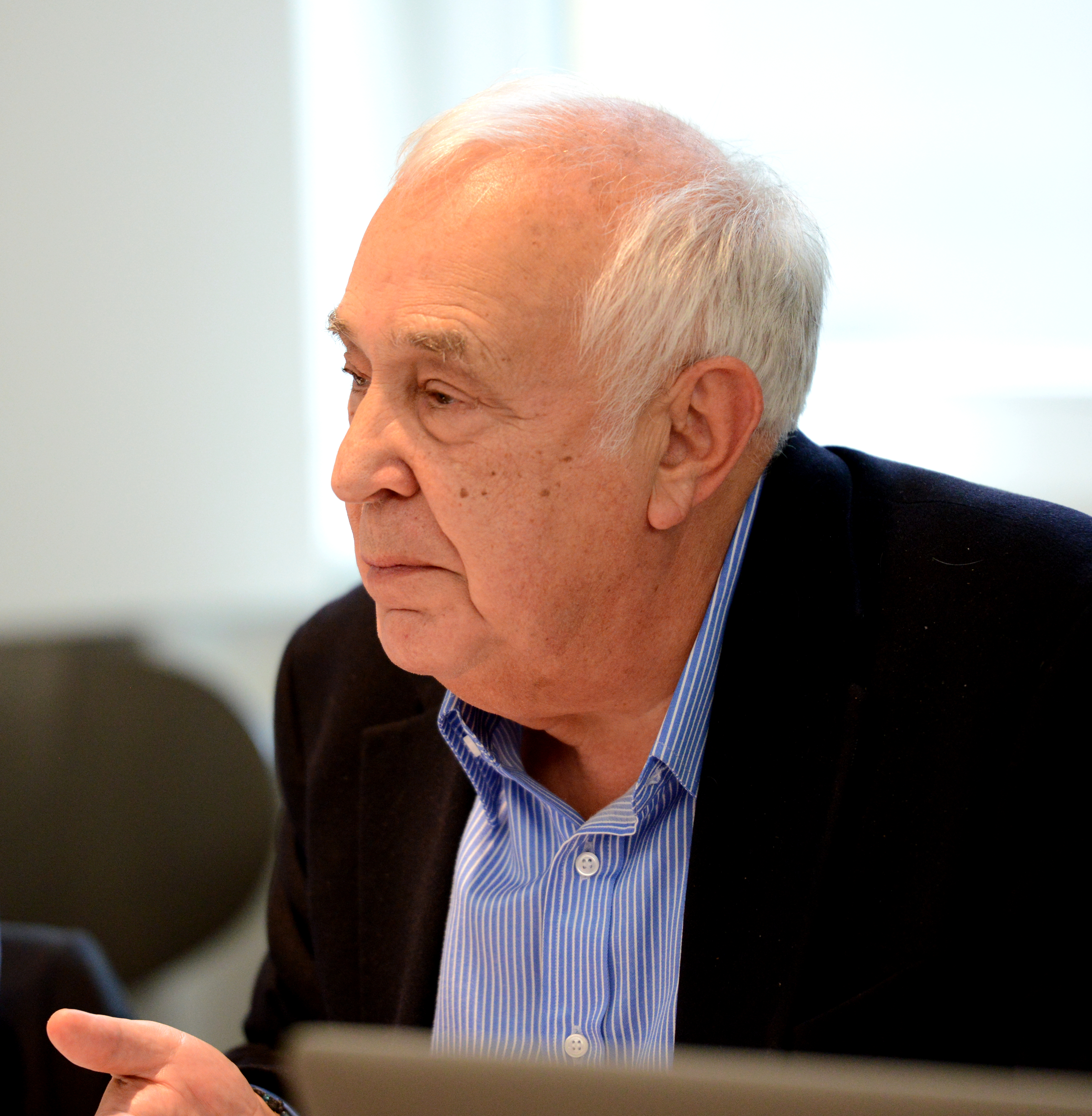
「ロバート・スキデルスキー」を編集中, 2014.

ロバート・スキデルスキー（Robert Jacob Alexander, Baron Skidelsky、1939年4月25日 - ）は、イギリスの経済学者、歴史学者。ウォーリック大学名誉教授、英国学士院会員。
専門は、経済史、政治経済学で、ジョン・メイナード・ケインズの評伝大作・三部作で知られる。

## 人物
父親の仕事の関係で、幼少期を中国および日本で過ごした。オックスフォード大学ジーザス・カレッジで歴史学を専攻。同大学ナフィールド・カレッジの研究フェロー、ジョンズ・ホプキンズ大学准教授などを経て、1978年からウォーリック大学で教鞭をとっている。1994年に英国学士院会員に選出。

## 著書
- Politicians and the slump: the Labour Government of 1929-1931, Penguin, 1967.
- English progressive schools, Penguin Books, 1969.
- Oswald Mosley, Macmillan, 1975.
- John Maynard Keynes: a biography, vol. 1: Hopes betrayed, 1883-1920, Macmillan, 1983.

『ジョン・メイナード・ケインズ――裏切られた期待 1883-1920年』全2巻、古屋隆訳、東洋経済新報社、1987年
- John Maynard Keynes: a biography, vol. 2: The economist as saviour, 1920-1937, Macmillan, 1992.
- Interests and obsessions: selected essays, Macmillan, 1993.
- The world after communism: a polemic for our times, Macmillan, 1995.

『共産主義後の世界――ケインズの予言と我らの時代』 本田毅彦訳、柏書房「パルマケイア叢書」、2003年
- Keynes, Oxford University Press, 1996.

『ケインズ』 浅野栄一訳、岩波書店、2001年、新版「岩波モダンクラシックス」2009年
- John Maynard Keynes: a biography, vol. 3: Fighting for Britain, 1937-1946, Macmillan, 2000.
- John Maynard Keynes 1883-1946: economist, philosopher, statesman, Macmillan, 2003.

『ジョン・メイナード・ケインズ　1883-1946』（上下） 村井章子訳、日本経済新聞出版、2023年
- Keynes: the return of the master, Allen Lane, 2009.

『なにがケインズを復活させたのか?――ポスト市場原理主義の経済学』 山岡洋一訳、日本経済新聞出版社、2010年
- Keynes: a very short introduction, Oxford University Press, 2010.
- Money and Government: The Past and Future of Economics, Yale University Press, 2018
- What’s Wrong with Economics?: A Primer for the Perplexed, Yale University Press, 2022

『経済学のどこが問題なのか』 鍋島直樹訳、名古屋大学出版会、2022年

### 共著
- How much is enough?: money and the good life, Robert Skidelsky & Edward Skidelsky, Other Press, 2012.

『じゅうぶん豊かで、貧しい社会』 村井章子訳、筑摩書房、2014年／ちくま学芸文庫、2022年。子息エドワードとの共著

### 編著
- The age of affluence, 1951-1964, edited by Vernon Bogdanor and Robert Skidelsky, Macmillan, 1970.
- The end of the Keynesian era: essays on the disintegration of the Keynesian political economy, edited by Robert Skidelsky, Macmillan, 1977.

『ケインズ時代の終焉』 中村達也訳、日本経済新聞社、1979年
- Thatcherism, edited by Robert Skidelsky, Chatto & Windus, 1988.
- The economic crisis and the state of economics, edited by Robert Skidelsky and Christian Westerlind Wigström, Palgrave Macmillan, 2010.

## 受賞歴
- ダフ・クーパー賞（2000年）
- ライオネル・ゲルバー賞（2001年）
- ジェイムズ・テイト・ブラック記念賞（2001年）
- アーサー・ロス書籍賞（2002年）